# ZiZo-magazine
ZiZo-magazine of ZIZO was een magazine over gender- en seksuele diversiteit van çavaria, de Vlaamse koepel van holebi- en transgender en intersekse verenigingen. Het blad bestond sinds november 1993 en werd toen uitgegeven door de Federatie Werkgroepen Homofilie (FWH) zoals çavaria destijds heette. In april 2019 verscheen het laatste printnummer van het magazine en ging nadien digitaal verder. In augustus 2023 werd ook het digitale magazine beëindigd.

## Geschiedenis
De eerste editie van ZiZo-Magazine werd gepubliceerd in het najaar van 1993. "We zijn ambitieus, en dan wel omdat alle redactieleden en medewerkers de ambitie hebben om met een goed product voor de dag te komen. Een blad dat wil zorgen voor toenadering en een gevoel van samenhorigheid binnen de homo- en lesbiennewereld", luidde de intro in het eerste tijdschrift dat meteen ook het doel van de oprichters verwoordde.
Het tijdschrift was een fusie van verschillende tijdschriften, onder meer het tijdschrift 'De Janet' dat werd uitgegeven door het Roze Actiefront. De intentie van de redactie en verantwoordelijke uitgever FWH was om holebi's en transgenders in een tijdschrift breed aan bod te laten komen, ongeacht hun religieuze of politieke overtuiging. De enige voorwaarde waaraan medewerkers moesten voldoen is dat ze de emancipatie van holebi's en transgenders nastreefden.
De periodiciteit van het tijdschrift veranderde een aantal keer. Vandaag is ZiZo-Magazine een kwartaaltijdschrift dat begin januari, april, juli en oktober verschijnt. Tot en met 1999 verscheen het tijdschrift in zwart-wit, daarna in kleur. De grootste verandering gebeurde in 2009 toen de opmaak van het tijdschrift volledig werd aangepast aan de nieuwe huisstijl van çavaria. Onder impuls van de nieuwe hoofdredactrice Fran Bambust werd er omgeschakeld naar een kwartaaltijdschrift met twee helften: een themadossier en een cultuurhelft. Verscheidene thema's zijn sindsdien aan bod gekomen: onderwijs, sport, verkiezingen, ... Het werken met themadossiers was het gevolg van het opstarten van de nieuwswebsite ZiZo-Online waar het snellere nieuws op verschijnt.
Sinds de oprichting was ZiZo-Magazine te koop in Vlaamse dagbladhandels. In 2013 werd de verkoop via de dagbladhandelaars stopgezet. Sindsdien werd ZiZo-Magazine gratis verspreid op verschillende plekken in Vlaanderen en Brussel: voornamelijk holebi- en transgenderhoreca en openbare bibliotheken.
ZiZo-Magazine onderscheidde zich van andere Vlaamse holebitijdschriften doordat het een evenwicht van onderwerpen over homo's, lesbiennes, biseksuele personen en transgenders nastreefde. Dat doel hing samen met het feit dat het tijdschrift wordt uitgegeven door de Vlaamse holebi- en transgenderbeweging. Het tijdschrift werd volledig geschreven door vrijwilligers, enkel de hoofdredactie en lay-out werd gedaan door betaalde werkkrachten.

## Rechtszaak Get Ready!
ZiZo-Magazine raakte in 1997 verzeild in een rechtszaak met de Belgische boyband Get Ready!. Het tijdschrift had leden van de band tegen hun wil geout als homoseksueel. De zangers weigerden geassocieerd te worden met een holebitijdschrift. Get Ready! spande met succes een rechtszaak aan tegen het blad. In 1998 beval de Brusselse rechtbank om het tijdschrift uit de handel te halen. Verschillende leden maakten later bekend toch homoseksueel te zijn. In de laatste online editie van ZiZo van augustus 2023 werden de leden van Get Ready! geïnterviewd en keken zij terug op de verwikkelingen uit 1997.

## Nieuwswebsite
De nieuwswebsite ZiZo-Online werd in 2011 opgestart. Het bereik van de site werd snel groter dan dat van het tijdschrift. Recensies van boeken, films en cd's gebeurden sinds de oprichting uitsluitend op de site, niet meer in het magazine. Verder bevat de site een mengeling van binnen- en buitenlands nieuws, opiniestukken en columns.

## Samenwerking
Van 2013 t/m 2016 werkte de redactie van ZiZo-Magazine samen met het Nederlandse holebitijdschrift Gay & Night. Ze maakten samen het Vlaamse tijdschrift Gay & Night-ZiZo dat los van ZiZo-Magazine verscheen. Gay & Night-ZiZo richtte zich op een jonger doelpubliek dat vaak uitgaat en verscheen in tegenstelling tot ZiZo-Magazine maandelijks. 
Gay & Night werd in februari 2017 opgevolgd door een Nederlandse editie van het Britse homomagazine Attitude, waarvan in samenwerking met ZiZo-Magazine ook weer een Vlaamse versie wordt gemaakt. Wegens tegenvallende advertentie-inkomsten werd deze editie van Attitude in december 2018 gestaakt.

## Opheffing
Op 3 augustus 2023 maakte de redactie van ZiZo bekend dat het online magazine na bijna 30 jaar ophoudt te bestaan. In plaats daarvan zullen de medewerkers zich toeleggen op het informeren van de reguliere media, aangezien daarmee veel meer mensen bereikt kunnen worden dan met het eigen magazine het geval was.